# Clément Villecourt
Clément Villecourt (Viena, 9 de outubro de 1787 - Roma, 17 de janeiro de 1867) foi um cardeal do século XIX.

## Nascimento
Nasceu em Lyon em 9 de outubro de 1787. De uma família honrada.
Educação . Inicialmente, foi educado como autodidata e, aos quatorze anos, ingressou no escritório de advogado, do qual saiu em 1803. Em seguida, estudou no Liceu de Lyon a partir de 1803; e no Seminário de Lyon (teologia, 1808-1811).
Sacerdócio . Foi ordenado sacerdote em 21 de dezembro de 1811. Na arquidiocese de Lyon, vigário em Saint-Chamond e em Roanne-en Forez; pároco em Bagnols-en-Lyonnais, 1815; pároco de Saint-François de Sales; capelão em vários hospitais, 1818; superior de seu seminário. Na diocese de Meaux, 1823, cônego teólogo de seu cabido catedrático; superior dos sacerdotes auxiliares; vigário geral; superior de seu seminário maior; pregador de retiros pastorais em várias dioceses francesas. Transferido para a arquidiocese de Sens em 1832; vigário geral, 1835, e como tal, superior de todas as casas religiosas.
Episcopado . Eleito bispo de La Rochelle, em 1º de fevereiro de 1836. Consagrado, em 13 de março de 1836, catedral de Sens, Jean-Joseph-Marie-Victoire de Cosnac, arcebispo de Sens, auxiliado por Jacques Seguin des Hons, bispo de Troyes, e por Roman Gallard, bispo de Meaux. Assistente do Trono Pontifício, 20 de junho de 1843.
Cardinalado . Criado cardeal sacerdote no consistório de 17 de dezembro de 1855; recebeu o gorro vermelho e o título de S. Pancrazio fuori le mura, em 20 de dezembro de 1855. Renunciou ao governo pastoral da diocese de La Rochelle, em 7 de junho de 1856 e residiu na Cúria Romana.

## Morte
Morreu em Roma em 17 de janeiro de 1867. Exposto na igreja de S. Salvatore Lauro, Roma, e enterrado em seu título de S. Pancrazio fuori le mura.